# Тонких, Фёдор Петрович
Фёдор Петрович Тонких (16 сентября 1912 года, село Подворки, ныне Грязинский район, Липецкая область — 12 января 1987 года, Москва) — советский военный деятель, Генерал-полковник. Герой Социалистического Труда, доктор военных наук (1970), профессор (1972).
Автор, руководитель авторского коллектива и главный редактор свыше 70 трудов по вопросам стратегии, теории оперативного искусства и тактики РВСН, боевой подготовки личного состава, обоснования технических требований к ракетным и космическим комплексам, совершенствования ракетных комплексов, средств и систем автоматизированного управления войсками и оружием.

## Начальная биография
Фёдор Петрович Тонких родился 16 сентября 1912 года в селе Подворки ныне Грязинского района Липецкой области в крестьянской семье.
В 1933 году окончил первый курс Воронежского сельскохозяйственного института.

## Военная служба

### Довоенное время
В феврале 1933 года был призван Воронежским областным военкоматом в ряды РККА.
В 1936 году окончил Московскую артиллерийскую школу имени Л. Б. Красина, после чего до 1938 года служил на должности командира взвода управления 2-го артиллерийского полка в Московском военном округе.
В 1938 году вступил в ряды ВКП(б).
В 1941 году окончил Артиллерийскую академию имени Ф. Э. Дзержинского.

### Великая Отечественная война
С сентября 1941 года старший лейтенант Фёдор Петрович Тонких принимал участие в боях на фронтах Великой Отечественной войны. Воевал на Северо-Западном и Волховском фронтах в должности начальника штаба дивизиона артиллерийского полка 111-й (затем 24-й гвардейской) стрелковой дивизии. В декабре 1941 года был назначен на должность начальника штаба 884-го истребительного противотанкового артиллерийского полка, а весной 1942 года ‒ на должность начальника штаба артиллерии 24-й гвардейской стрелковой дивизии. В январе 1942 года был ранен.
Летом 1942 года был назначен на должность командира 50-го гвардейского артиллерийского полка на Ленинградском и Сталинградском фронтах. Участвовал в Синявинской наступательной операции (1942), а после передислокации на юг ‒ в отражении попытки прорыва группы армий «Дон» к окружённой 6-й армии под командованием Паулюса на котельниковском направлении в декабре 1942 года, в ходе которого полк сражался в составе 24-й гвардейской стрелковой дивизии (1-й гвардейский стрелковый корпус, 2-я гвардейская армия).
В ходе Ростовской наступательной операции в бою под Батайском в январе 1943 года был тяжело ранен. После выздоровления в 1943—1944 годах служил в Управлении боевой подготовки Главного Управления командующего артиллерией РККА. С июня 1944 года вновь находился на фронте, где командовал 52-м гвардейским артиллерийским полком, затем был назначен на должность командующего артиллерией 83-й гвардейской стрелковой дивизии (11-я гвардейская армия, 3-й Белорусский фронт). Принимал участие в Белорусской и Восточно-Прусской наступательных операциях, штурме Кёнигсберга и немецких укреплений на Земландском полуострове. За это время был контужен.

### Послевоенная карьера

Могила Ф. П. Тонких на Кунцевском кладбище Москвы.

В 1945 году окончил Высшие академические курсы Красной Армии.
С мая 1945 года по октябрь 1946 года служил в Главном разведывательном управлении Генерального штаба, будучи членом военной миссии СССР в Японии и на Филиппинах ‒ старшим офицером связи между представителем Советского командования и Главнокомандующим союзными войсками на Тихоокеанском театре военных действий генерале Макартуре. Принимал участие в советско-японской войне в августе 1945 года.
С декабря 1946 года работал на должности научного сотрудника в Артиллерийском стрелково-тактическом комитете и начальника отдела боевого применения артиллерии в Академии артиллерийских наук СССР. С сентября 1949 года ‒ заместитель командира, а с февраля 1951 года ‒ командир 16-й пушечной артиллерийской бригады в дивизии Резерва главного командования (Одесский военный округ). С ноября 1954 года ‒ командир 73-й инженерной бригады РВГК (до марта 1953 — 23-я бригада особого назначения). С декабря 1956 года ‒ начальник Ростовского высшего артиллерийского инженерного училища.
С сентября 1959 — заместитель начальника Штаба реактивных частей. С марта 1960 года ‒ заместитель Главнокомандующего РВСН по боевой подготовке и военно-учебным заведениям, с июня 1961 года ‒ заместитель Главнокомандующего РВСН по боевой подготовке ‒ начальника боевой подготовки РВСН. В это время участвовал в государственных испытаниях ракетной техники и ядерного вооружения РВСН, неоднократно был руководителем и заместителем руководителя государственных испытаний. Руководил освоением в войсках и новейших боевых ядерных ракетных комплексов Р-12 и Р-14, в ходе учений «Роза» (1961) и «Тюльпан» (1962), соответственно, они впервые были использованы под его руководством. Член Военного Совета РВСН с сентября 1962 года по апрель 1963 года.
В апреле 1963 года был назначен на должность заместителя начальника Военной академии имени Ф. Э. Дзержинского, в октябре 1969 года — на должность начальника этой академии. Много лет возглавлял Государственную комиссию по испытаниям и принятию на вооружение новых ракетных комплексов.
Указом Президиума Верховного Совета СССР от 9 сентября 1976 года за выдающиеся заслуги в создании образцов вооружения генерал-полковнику Тонких Фёдору Петровичу присвоено звание Героя Социалистического Труда с вручением ордена Ленина и медали «Серп и Молот».
С 1979 по 1987 годы одновременно ‒ член Президиума Высшей аттестационной комиссии при Совете Министров СССР.
В декабре 1985 года генерал-полковник Фёдор Петрович Тонких вышел в запас. Продолжал работать в родной академии в качестве консультанта (советника начальника академии).
Жил в Москве. Умер 12 января 1987 года. Похоронен на Кунцевском кладбище.

## Награды
- Медаль «Серп и Молот» Героя Социалистического Труда (9.09.1976);
- Орден Ленина (9.09.1976);
- Орден Октябрьской Революции (1982);
- Четыре орденами Красного Знамени (3.02.1943, 24.04.1945, 1953, 1972);
- Орден Александра Невского (2.12.1944);
- Орден Отечественной войны 1-й степени (11.03.1985);
- Орден Трудового Красного Знамени (1962);
- Орден Красной Звезды (1948);
- Орден «За службу Родине в Вооружённых Силах СССР» 3-й степени (1975);
- Медаль «За отвагу» (22.05.1942);
- Медаль «За боевые заслуги»;
- Другие медали;
- Орден Белого льва III степени (5 мая 1975, ЧССР)[1];
- Ордена и медали иностранных государств;
- Государственная премия СССР (1970, за участие в разработке орбитальной ракеты Р-36).

## Продвижение в званиях
- Генерал-майор (1956);
- Генерал-лейтенант (1963);
- Генерал-полковник (22.02.1971).

## Память
В 2012 году в честь столетия со дня его рождения вышла книга «Фёдор Петрович Тонких из плеяды героев».